# Pulverbach (Abrocksbach)
Der Pulverbach ist ein Gewässer in der westfälischen Gemeinde Steinhagen. Er zählt zu den größten Gewässern der Gemeinde und zieht sich markant durch den Ortskern. 

## Verlauf

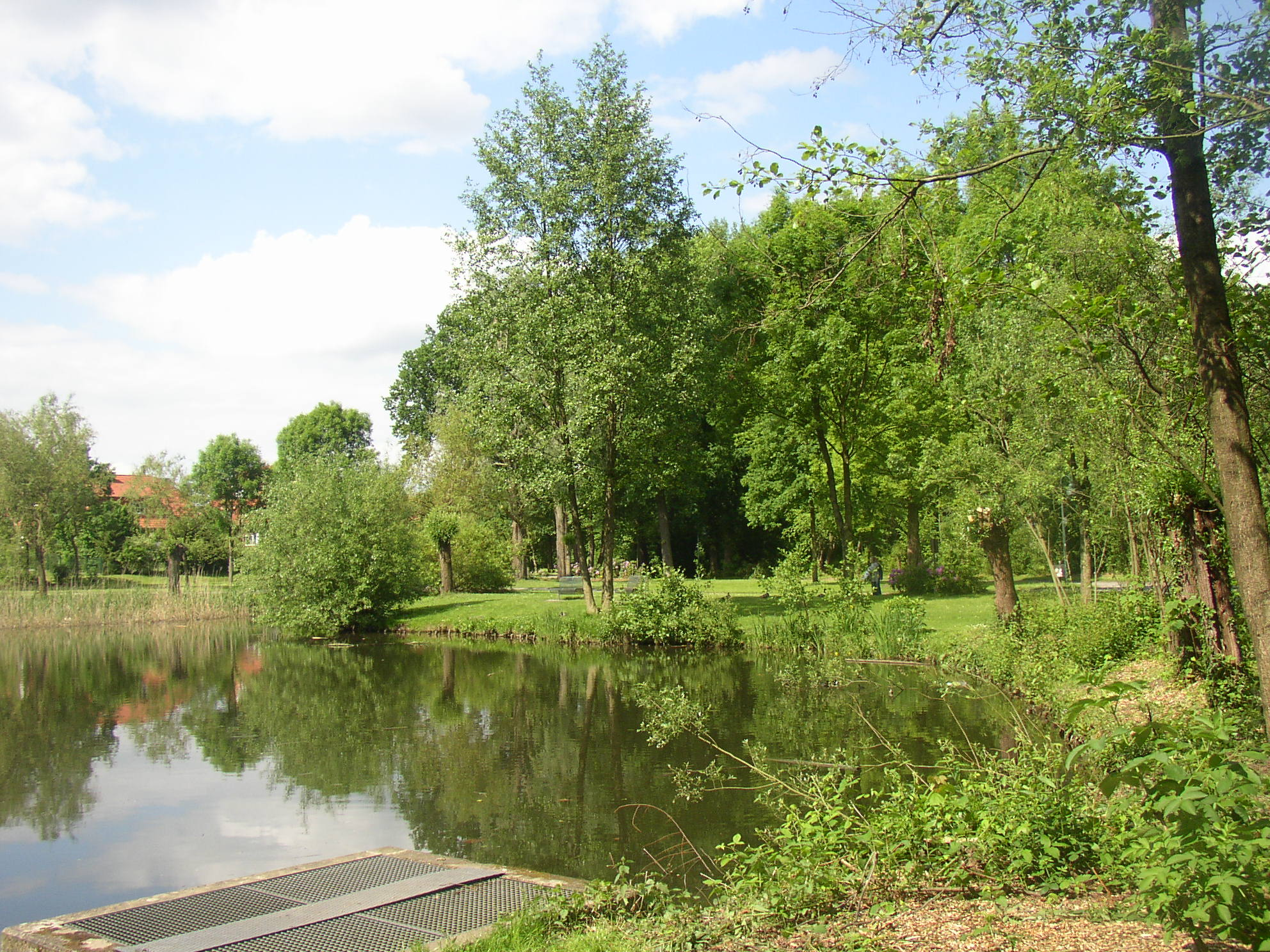
Der Pulverbachsee im Bürgerpark

Der Pulverbach entspringt am Südhang des Teutoburger Waldes, der in diesem Bereich einen Teil der Weser-Ems-Wasserscheide darstellt. Seine Quelle lässt sich nicht exakt lokalisieren. Das Wasser scheint unweit des Altersheims an der Dattelstraße aus dem Untergrund hervorzusprudeln. Er durchfließt das Steinhagener Waldbad, kreuzt die A 33 und das Waldgebiet Brook, verläuft jedoch anschließend an der Straße Am Pulverbach vollständig verrohrt. Nahe dem Steinhagener Bürgerpark mit dem Pulverbachsee ist der Pulverbach wieder oberirdisch sichtbar. Im Süden Steinhagens fließt er mit dem Cronshollbach und dem Bültmannsbach zum Abrocksbach zusammen. Von 2004 bis 2015 wurden Teile des Pulverbaches renaturiert.

## Name
Laut mündlicher Überlieferung soll der Name Pulverbach auf den feinen Sand zurückgehen, welchen das Gewässer in seinem Bett mit sich führt.